# Ausdruckskrankheit
Ausdruckskrankheit ist ein von Thure von Uexküll 1963 beschriebenes psychosomatisches Krankheitskonzept.

## Definition
Das Konzept der Ausdruckskrankheiten als eines Oberbegriffs in der psychosomatischen Systematik besagt, dass solche gesellschaftlich sanktionierte Sachverhalte, die von einer Einzelperson im Konfliktfall nicht verbal bewusst bzw. ohne gesellschaftliche Nachteile formuliert und in gezielte Handlungen umgesetzt werden können, auf einer körperlichen Ebene mit Hilfe von „Körpersprache“ oder von sonstigen demonstrativ wirkenden Auffälligkeiten symbolhaft „zum Ausdruck gebracht“ werden. Das sanktionierte Verhalten kommt nicht zur Ausführung, sondern stattdessen ein „Handlungsfragment“, vgl. auch die sprachliche Ableitung des Symbolbegriffs. Der zunächst als Befindlichkeitsstörung wahrgenommene Konflikt wird somatisiert. Prototyp der Ausdruckserkrankung ist die von Freud beschriebene Konversion. Meist handelt es sich ursächlich um einen Konflikt zwischen den moralisch von der Gesellschaft oder der näheren familiären Umgebung geforderten Verhaltensweisen, die jedoch vom Betroffenen selbst nicht gebilligt werden, und mit den von ihm selbst gewünschten Zielen in Widerspruch stehen. Da verbaler Protest aussichtslos erscheint, stellt ein gewisses ebenfalls als Protest zu verstehendes körperliches Ausdrucksverhalten einen Kompromiss zwischen der gesellschaftlich geforderten Befolgung von Prinzipien und der vom Individuum selbst verfolgten Motivation dar. Ausdruckskrankheiten werden durch von Uexküll abgegrenzt von den Bereitstellungskrankheiten. Zur psychologischen Grundlage dieses Konzepts außerhalb der Psychoanalyse siehe den Begriff der Ausdruckspsychologie.

## Zwiespalt der Krankheitsökonomie
Der Protest gegen die soziale Konvention erlaubt nach metapsychologischen Prinzipien zumindest durch den dabei zu berücksichtigenden primären Krankheitsgewinn eine gewisse Aussicht auf subjektiven Erfolg. Dagegen wird das mehr oder weniger leicht zu verstehende Verhalten der Einzelpersonen von Vertretern der gesellschaftlichen Beachtung normierter Motivationen konsequent als „unnormal“, „krankhaft“ in abwertendem Sinne oder gar stigmatisierend als „psychisch krank“ bezeichnet. Es handelt sich demnach in der Begriffssprache der Psychoanalyse um einen Konflikt zwischen Ich und Über-Ich. Das Konzept ist auch heute noch aktuell. Die seelische Energie wird nach psychoanalytischer Auffassung teilweise von der Objektbesetzung abgezogen. Es erfolgt eine partielle Verdrängung. Entsprechend wird auch von einem Handlungsfragment (s. o.) bzw. von einem Affektkorrelat gesprochen. Sigmund Freud sprach von ›unvollständiger Konversion‹.

## Symptomatik
Die körperliche Symptomatik ist Ausdruck des betroffenen Ichs. Dies kann an bereits alltäglichen Äußerungen nachvollzogen werden wie z. B. ›Ich‹ fühle mich wie gelähmt. Die Symptomatik der Ausdruckskrankheiten verdeutlicht demonstrativ sichtbar den zugrundeliegenden Konflikt mit dem sozialen Umfeld durch nicht organisch bedingte Lähmungen, Sprachstörungen, Störungen des Mienenspiels und der Gebärden, Gefühls-, Gehörs- oder Sehstörungen usw. Sie betrifft nach Franz Alexander vornehmlich Organe mit quergestreifter Muskulatur.

## Beispiele
Beispiele von Ausdruckserkrankungen sind: Hysterie, Kriegszitterer, Motilitätspsychosen. Hier bestehen anhaltende somatische Befunde, während die vegetativen Symptome, die etwa bei Kranken mit hysterischen Lähmungen usw. zu beobachten sind, nicht von Dauer sind.

## Sonderformen
Ausdruckskrankheiten sind in ihrer affektiven Genese dem Betroffenen zumindest teilweise bewusst, die bewussten persönlichen Motivationen unterliegen jedoch im Krankheitssymptom selbst der Verdrängung. Es besteht allerdings noch ein positives Affektkorrelat. Als sekundäre Ausdruckskrankheit nach der Theorie von George L. Engel (1913–1999) u. a. wird eine somatopsychische Störung bezeichnet, bei der eine bereits vorhandene körperliche Schädigung einen sekundären Bedeutungsgehalt erlangt. Fraglicherweise zielt sie auch auf einen sekundären Krankheitsgewinn ab. Von diesen „Ausdruckskrankheiten“ grenzte von Uexküll die Bereitstellungskrankheiten ab, die ohne gelungene bewusste Verarbeitung von Konflikten einhergehen und bei denen die konfliktträchtigen Motive weitestgehend verdrängt oder nicht erlernt wurden.